# Deux pièces de Vierne
Pour les articles homonymes, voir deux pièces.
Les Deux pièces, op. 5 de Louis Vierne pour alto et piano sont la première partition de musique de chambre du compositeur, autrement connu pour son œuvre d'orgue.
Composées au début de l'année 1895, ces pièces sont dédiées à l'altiste Victor Balbreck, qui en assure la création le 5 avril 1895, salle Érard à Paris, avec l'auteur au piano.

## Composition
Les Deux pièces sont composées « à l'extrême fin de 1894 ou au début de 1895 ». Louis Vierne est encore étudiant au Conservatoire de Paris.

## Création
La première audition en public des Deux pièces a lieu le 5 avril 1895, salle Érard à Paris, par leur dédicataire Victor Balbreck, avec l'auteur au piano, dans le cadre des concerts de la Société de musique nouvelle que Louis Vierne a participé à fonder. Par la suite, l'altiste participe également à la création du Quatuor à cordes op. 12 de Vierne, le 24 février 1896.
L'œuvre récolte les éloges de la critique du Monde musical dans son compte-rendu du 15 avril. La partition est éditée la même année chez Alphonse Leduc.

## Présentation

### Mouvements
1. « Le soir » — Andante quasi adagio ( = 68) en fa majeur, à quatre temps (noté ),
2. « Légende » — Allegretto ( = 60) en ré mineur, à

### Analyse
Franck Besingrand trouve les Deux pièces « remarquables d'expressivité et de concision : Le Soir déroule avec délicatesse une mélodie ample et lyrique, tandis que Légende s'offre comme une véritable sicilienne, assez virevoltante et d'allure toute fauréenne ».
Harry Halbreich mentionne que ces Deux pièces peuvent être interprétées au violoncelle.

## Discographie
- Louis Vierne : La musique de chambre, enregistrement intégral — Deux pièces pour alto et piano, op. 5 par Odile Caracilly (alto) et François Kerdoncuff (piano) (17-20 septembre 1993, 2 CD Timpani 2C2019) (OCLC 70597511)

### Ouvrages généraux
- Harry Halbreich, « Louis Vierne », dans François-René Tranchefort (dir.), Guide de la musique de chambre, Paris, Fayard, coll. « Les Indispensables de la musique », 1987, 995 p. (ISBN 2-213-02403-0, OCLC 21318922, BNF 35064530), p. 914-916

### Monographies
- Franck Besingrand, Louis Vierne, Paris, Bleu nuit éditeur, coll. « Horizons » (no 28), 2011, 176 p. (ISBN 978-2-35884-018-7),
- Bernard Gavoty, Louis Vierne : La vie et l'œuvre, Paris, Buchet/Chastel, 1980 (1re éd. 1943), 322 p.